# Monmadalès
Monmadalès település Franciaországban, Dordogne megyében. Lakosainak száma 80 fő (2022. január 1.). Monmadalès Faux-en-Périgord, Saint-Aubin-de-Lanquais, Montaut és Saint-Cernin-de-Labarde községekkel határos.

## Népesség
A település népességének változása:
| Lakosok száma | 64   | 58   | 52   | 68   | 79   | 82   | 82   | 83   | 82   | 80   |
|               | 1968 | 1982 | 1990 | 2006 | 2013 | 2015 | 2017 | 2019 | 2020 | 2022 |